# Операция «Мокед»
Операция Мокед (ивр. מבצע מוקד‎ — «фокус») — превентивный удар израильских ВВС по военно-воздушной инфраструктуре Египта во время Шестидневной войны 1967 года. Целью операции было достижение превосходства в воздухе путём превентивного удара по базам египетских ВВС.
Операция началась утром 5 июня 1967 года. В ходе первого удара израильские военные самолёты разрушили взлётно-посадочные полосы египетских авиабаз. Второй удар по аэродромам уничтожил большую часть египетских самолётов на земле. Та же процедура была повторена против ВВС Сирии и Иордании. Успешное проведение операции позволило Израилю получить превосходство в воздушном пространстве над полем боя, и внесло большой вклад в победу Израиля над соседними арабскими странами.
С учётом большого численного превосходства египетских ВВС, ключевым фактором успеха операции была полная внезапность первого удара, которая была достигнута взаимосвязанной системой мероприятий военной разведки и тренировки лётных экипажей израильских ВВС.

## Хронология

### «Первая волна» (7:45 — 7:52)
5 июня 1967 года Военно-воздушные силы Египта были готовы к войне — дежурные истребители стояли на дорожках в состоянии 5-минутной готовности к взлёту. Ночные патрули последней смены (с 4:00 до 7:35 утра) сели на перезаправку. День начинался как обычно — завтраком.
В 7:00 часов утра по израильскому времени (8:00 по каирскому) 40 израильских штурмовиков Mirage поднялись в воздух и пошли на запад, в сторону Средиземного моря. На наблюдательных станциях египетской системы ПВО это не вызвало беспокойства. Начиная с 1965 года полёты проходили по одной и той же схеме — 40 самолётов уходили в Средиземное море, резко снижались и возвращались обратно на свои аэродромы в Негеве.
Однако на этот раз израильские самолёты после резкого снижения развернулись и на высоте не более 30 метров, в условиях полного радиомолчания двинулись в сторону Египта. В 7:45 ими были атакованы следующие аэропорты: Эль Ариш, Джебель Либни, Бир Гифгафа, Бир Тамада, Абу Суэйр, Кабрит, Инкас, Каир Вест, Бени Суэйф и Фаид.
Удары по аэродромам наносились малыми силами — 4 самолёта (две «двойки») на каждый. Разработанные в Израиле бетонобойные бомбы весом по 445 кг сбрасывались с высоты в 30 метров. Каждая бомба имела маленький тормозной парашют, который задерживал падение на 3-4 секунды, чтобы не задеть взрывом хвост собственного самолёта, а также реактивный ускоритель, который «заколачивал» бомбу в бетон. Пилоты били в перекрестья взлётных полос так, что одна бомба ломала сразу две дорожки. Аэродромы оказались полностью выведенными из строя.
Следующие заходы использовались для обстрела египетских самолётов 20- и 30-мм снарядами авиационных пушек. Заходов делалось два-три. Уничтожались здания, радарные установки, машины техобслуживания.
«Первая волна» израильской авиации провела над египетскими аэродромами не более 7 минут.

## Ответные удары
После начала военного вторжения на территорию Египта, лётчики ВВС Ирака были подняты по тревоге и начали приводить в исполнение операцию «Рияд». Иорданская и сирийская авиация тоже стала готовиться к нанесению ответных налётов.

### 5 июня
В 11:45 около десяти сирийских штурмовиков МиГ-17, под прикрытием истребителей МиГ-19, МиГ-17 и МиГ-21, пересекли воздушное пространство Израиля и сбросили бомбы на нефтеперерабатывающий завод в Хайфе. Удар привёл к возникновению пожаров на НПЗ. Ещё одно звено штурмовиков сбросило бомбы по небольшому аэродрому в районе Мегиддо. Потери сирийцев в ходе налётов составили 1 МиГ-17, пилот капитан Салим Зайнуддин погиб.
В 11:50 тройка иорданских самолётов Hunter F.Mk 6 атаковала израильский город Нетания. Под удар иорданской авиации попал фармацевтический завод, 1 работник погиб и 7 было ранено. Иорданские самолёты вернулись без потерь.
В 13:15 восьмёрка иракских самолётов Hunter F.Mk 59 нанесла авиаудар по израильской авиабазе в Кфар-Сиркин. Иракские штурмовики с помощью неуправляемых ракет и 30-мм пушек атаковали наземные цели, стоящие самолёты, взлётные полосы и вышку управления полётами. Было доложено об уничтожении, либо повреждении 7 израильских самолётов, без собственных потерь. Потери живой силы называются в несколько ранеными на земле, а также некоторые израильские источники указывали что в одном из уничтоженных самолётов погиб десант. Из за этого удара ВВС Израиля вынуждены были отменить десантную операцию над Эль-Аришом.
Примерно в это же время иорданские «Хантеры» атаковали израильский аэродром, по некоторым данным в районе Мегиддо. После возвращения иорданцы доложили что на земле уничтожили 4 израильских самолёта, потеряв один 1 свой «Хантер» (пилот Васфи Аммари катапультировался), сбитый израильским истребителем Mirage III.

### 6 июня
В 5:00 пять иракских штурмовиков Hunter 6-й эскадрильи, по указанию иорданских коллег, нанесли авиаудар по скоплению израильской техники и живой силы в районе Дженина. Две колонны танков и автомашин, которые стояли на поле вдоль дороги Назарет-Хайфа и проводили загрузку боеприпасами и дозаправку, подверглись ракетным ударам. Иракские лётчики добились множества попаданий по технике, из живой силы израильтяне потеряли 5 убитыми и 8 ранеными.
В 6:05 иракский тяжёлый бомбардировщик Ту-16 10-й эскадрильи пересёк израильскую границу и сбросил 500-кг бомбы на военные сооружения в районе Таамака. В результате удара несколько строений было разрушено, 2 израильских солдата было убито и 5 было ранено.
Немногим позже, ещё один иракский Ту-16 10-й эскадрильи пересёк израильскую границу. 500-кг бомбы были сброшены на прибрежный город Нетания. В результате чего 1 гражданский погиб и 21 был ранен, городская инфраструктура, в том числе АЗС, получили значительные повреждения. Через несколько минут Ту-16 обстрелял из 23-мм пушки центр воздушного контроля ВВС в Рамат Давиде, после этого, пролетая в районе Мегиддо, он был поражён огнём 40-мм зениток на земле. Командир самолёта капитан Мухаммед Хусейн направил падающий и горящий бомбардировщик на израильскую военную базу «Махане Амос», находившуюся поблизости. В результате крушения Ту-16 (с/н 511) на базу были разрушены 3 казармы, уничтожены 2 батареи 120-мм миномётов, 14 израильских солдат погибло и 8 было ранено, весь экипаж иракского самолёта из 6 человек также погиб.
Сразу после налётов Ту-16, два иракских штурмовика Hunter обстреляли населённые пункты Нахалаль и Мигдал, однако в этот раз причинить ущерба не смогли.

### Итоги
В целом арабские ВВС совершили около десятка авианалётов на Израиль, но переломить исход войны не смогли. Наибольшие потери и разрушения израильтянам нанесли иракские лётчики, которые смогли нарушить некоторые стратегические планы вторжения. Подтверждённые потери арабской авиации в ходе ответных налётов составили 3 самолёта: 1 иорданский Hunter, 1 сирийский МиГ-17 и 1 иракский Ту-16. В свою очередь, израильтяне признавали безвозвратную потерю в налётах 3 самолётов Fouga Magister, 1 Noratlas(р/н 4X-FAX) и от 1 до 3 Piper Super Cub. В то же время по данным арабских лётчиков, которые совершали эти атаки, всего было уничтожено, либо повреждено 11 израильских самолётов.

## Потери
До наступления ночи второго дня войны израильтяне уничтожили до 416 вражеских самолётов и вертолётов, в том числе до 393 на земле. Также было уничтожено 2 самолёта не участвующих стран и организаций. Что даёт в сумме до 418 предполагаемо поражённых летательных аппаратов.
Сами израильтяне потеряли около трёх десятков самолётов над территорией противника и в ходе ответных на израильское вторжение авиаударов арабской авиации по аэродромам.

### Израиль
- 21 пилот, из которых почти половина была взята в плен сирийцами и египтянами.
- 26 самолётов сбитыми и разбившимися, в том числе 6 учебных машин «Фуга-Магистр».
- от 5 до 7 самолётов уничтожено и неизвестное количество повреждено на земле в ходе ответных налётов.

### Египет
- Бомбардировщики

1. Ту-16 — заявлено 30 (у египтян всего было 25 Ту-16, из которых 2 уцелело после войны[14])
2. Ил-28 — 27
3. Су-7 — 10

- Истребители

1. МиГ-21 — 95 (в послевоенных исследованиях была подтверждена потеря только 65 таких самолётов[15])
2. МиГ-19 — 20
3. МиГ-15/17 — 82

- Транспортные самолёты

1. Ан-12 — 8
2. Ил-14 — 24

- Вертолёты

1. Ми-6 — 8
2. Ми-4 — 1
3. Другие модели- 4

В общей сложности Египет мог потерять до 309 машин.

### Сирия
- Бомбардировщики

1. Ил-28 — 2

- Истребители

1. МиГ-21 — 32
2. МиГ-15/17 — 23

- Вертолёты

1. Ми-4 — 3

Всего Сирия потеряла 60 машин.

### Иордания
- Истребители

1. Хантер — 21 (Иордания подтвердила потерю 16 предоставив номера и пилотов у всех потерь[16])

- «Транспортные самолёты» — 6. Было подтверждено уничтожение 6 невооружённых самолётов, однако из них только 4 иорданских, 2 других принадлежали ООН и Великобритании (описаны ниже). Подтверждённые иорданские потери включают 2 пассажирских самолёта Douglas DC-7[17], 1 гражданский Beechcraft Bonanza, 1 военный DH.104 Dove, вдобавок 1 DH.104 Dove был повреждён[18].
- Вертолёты — 2 (подтверждено уничтожение 1 военного вертолёта WS-51 Widgeon[18])

Итого: на территории Иордании заявлено уничтожение 29 иорданских летательных аппаратов, подтверждены 23, из которых 21 принадлежали Иордании.

### Ирак
По потерям данной стороны имеется информация как заявлений израильской стороны, так и потерь подтверждённых Ираком.
- Бомбардировщики

1. Ту-16 — заявлен 1, подтверждён также 1[19]

- Истребители

1. МиГ-21 — заявлено 9, подтверждено лишь 3[19].
2. Хантер — заявлено 5, подтверждено 3[19]

- Транспортные самолёты — заявлено 2, подтверждено также 2 — 1 Dove и 1 Ан-12[19]

Итого: на территории Ирака израильтянами заявлено уничтожение 17 машин, подтверждено Ираком — 9 машин.

### Ливан
- Истребители

1. Хантер — 1

- Пассажирские самолёты

1. Douglas DC-7 — 1 (а/к Alia Royal Jordanian Airlines, р/н JY-ACP, с/н 44137)[20][21]

Всего в Ливане были уничтожены 1 ливанский истребитель и 1 иорданский авиалайнер.

### Не участвовавшие стороны
Уничтоженные на земле налётами ВВС Израиля:
- Великобритания

1. DH-104 Devon C1 безоружный самолёт Королевских ВВС Великобритании (борт. номер VP966)[22]

- ООН

1. Douglas DC-3B безоружный гражданский самолёт Организации Объединённых Наций (борт. номер UNO8680)[23][24]

Всего 2 машины.